# Ferdinand Gasse
Ferdinand Gasse (* 1780 in Neapel; † um 1840) war ein französischer Violinist und Komponist.
Gasse, der vermutlich mit dem acht Jahre später in Neapel geborenen Architekten Louis-Silvestre Gasse verwandt war, besuchte ab 1798 die Violinklasse von Pierre Rode am Conservatoire de Paris. Er hatte auch Unterricht bei Rodolphe Kreutzer, dem Widmungsträge von Beethovens berühmter Kreutzer-Sonate. Daneben studierte er Harmonielehre bei Charles-Simon Catel und Komposition bei François-Joseph Gossec.
Ab 1801 war Gasse Violinist an der Pariser Oper. 1805 erhielt er für seine Kantate Cupidon pleurant Psyché (nach einem Text von Antoine-Vincent Arnault) den deuxième Premier Grand Prix de Rome. Während seines Romaufenthaltes entstanden u. a. ein doppelchöriges Te Deum und ein Christe eleison, Werke die den Beifall Étienne-Nicolas Méhuls fanden.
Von 1810 bis 1812 hielt sich Gasse in Neapel auf, bevor er nach Paris kam, wo er nach der Unterbrechung durch seinen Italienaufenthalt seine Tätigkeit als Violinist an der Grand Opéra wieder aufnahm. Im Jahr seiner Ankunft wurde hier seine Buffooper La finta Zingara uraufgeführt. 1834 setzte sich Gasse mit einer Pension zur Ruhe; sein genaues Todesdatum ist nicht bekannt. Neben mehreren weiteren Opern komponierte Gasse vor allem Werke für die Violine.
Es wird angenommen, dass Gasse der Vater von Edme-Hippolyte Gasse war. Der Schüler von François-Joseph Fétis und Henri Montan Berton unterrichtete Solfège am Conservatoire de Paris und verstarb früh am 11. Januar 1831.

## Opern
- La finta Zingara UA 1812
- Le voyage incognito UA 1819
- L’Idiote, UA 1820
- Une Nuit de Gustav Wasa, UA 1825
- L’Ange gardien ou Soeur Marie, UA 1831

## Schriften
- Méthode de violon, 1803
- Cours de musique, 1830

| Personendaten    | Personendaten                         |
| ---------------- | ------------------------------------- |
| NAME             | Gasse, Ferdinand                      |
| KURZBESCHREIBUNG | französischer Komponist und Violinist |
| GEBURTSDATUM     | 1780                                  |
| GEBURTSORT       | Neapel                                |
| STERBEDATUM      | um 1840                               |